# Terry Gilliam
Terrence Vance "Terry" Gilliam, född 22 november 1940 i Minneapolis, Minnesota, är en amerikansk-brittisk regissör, skådespelare och animatör.
Gilliam är en av medlemmarna i humorgruppen Monty Python, och har som filmregissör fått rykte om sig att göra filmer som är dyra och som drabbas av produktionsproblem. Han började som tecknare och animatör, med alster i tidningen HELP! och i Monty Pythons produktioner. Han är numera bosatt i England och har sedan 2006 brittiskt medborgarskap (efter 38 år med dubbelt amerikanskt-brittiskt medborgarskap).

## Uppväxt
Gilliam föddes i Minneapolis i Minnesota som son till en handelsresande. Strax efter Gilliams födelse slog sig familjen ned i närbelägna Medicine Lake i Hennepin County. År 1952, då Gilliam var 12 år, flyttade han med familjen till Panorama City i Kalifornien, i närheten av Los Angeles. Närheten till Hollywood bidrog till Gilliams fascination för filmen.

## Tecknare och animatör
När Gilliam studerade vid Occidental College i Los Angeles, började han arbeta vid studenthumortidningen Fang, och blev senare dess redaktör. Han tog 1962 en bachelorexamen i statsvetenskap. Han arbetade sedan som animatör och serietecknare. Gilliam började 1962 som tecknare vid Harvey Kurtzmans tidning Help!, en systerpublikation till MAD, ett jobb han fick genom att skicka kopior av Fang till Kurtzman. Gilliam gjorde bland annat en fotostripp för tidningen där den senare Monty Python-medlemmen John Cleese medverkade, vilket ledde till att de lärde känna varandra. Sedan Gilliam flyttat till England förmedlade John Cleese sedan ett jobb vid BBC till honom 1967. Gilliam gjorde animationssekvenser i brittiska TV-program, och medverkade med animationer i barnprogrammet Do Not Adjust Your Set, där även de senare Monty Python-medlemmarna Eric Idle, Terry Jones och Michael Palin medverkade. Gilliam kom sedan att ingå i Monty Pythons flygande cirkus från dess början och blev Monty Pythons ende icke-brittiske medlem. Han var först och främst animatören bakom de tecknade inslag som band ihop olika sketcher i många av programmen, men han gjorde också små biroller i TV-sketcherna och senare i Monty Pythons långfilmer. En återkommande bifigur i TV-programmen, riddaren i rustning med en kyckling i ena handen, gestaltades av Gilliam. 
Gilliams animationer i Monty Python har en distinkt personlig stil. Han blandade sin egen konst, som kännetecknas av rundade och märkligt uppsvällda former, med bakgrunder och utskurna bitar av gamla fotografier, mestadels från den viktorianska eran, samt även delar av äldre målningar.
Sedan 1973 är Terry Gilliam gift med Maggie Weston, som medverkat i många Monty Python- och Gilliam-produktioner som maskör.

## Regissör
Gilliam blev senare filmregissör. 

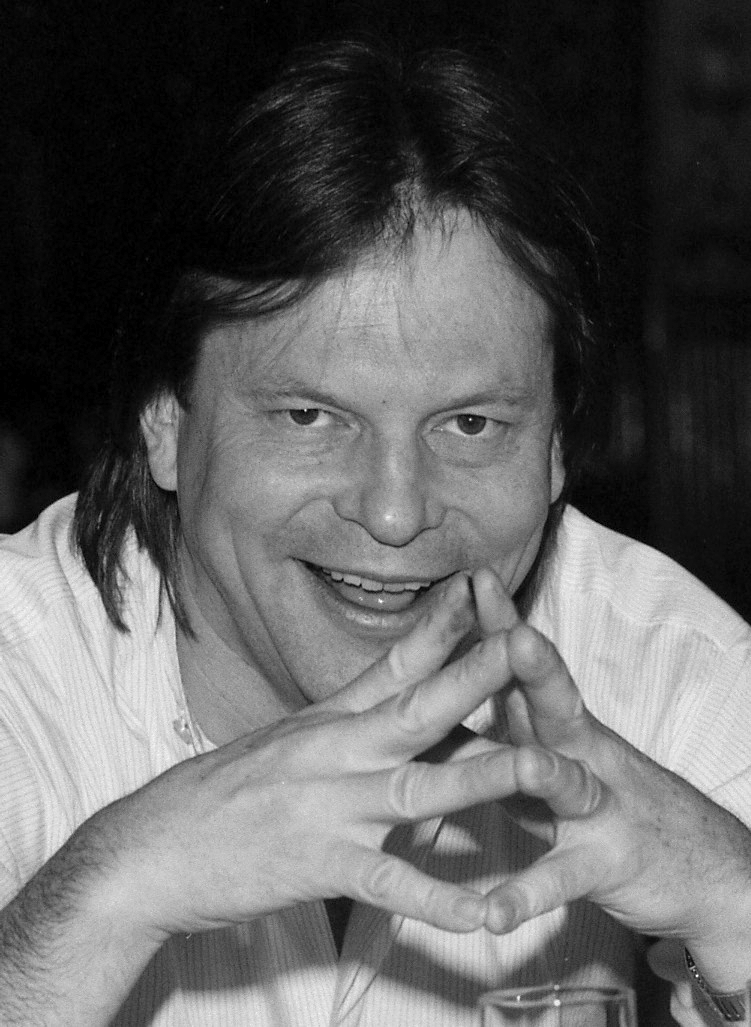
Terry Gilliam i Stockholm i mars 1985 för att tala om sin film Brazil.

Hans filmer är vanligtvis mycket fantasifulla. I många av hans filmer verkar delar av handlingen ske i personernas fantasier. Han ger ofta uttryck för sitt motstånd mot byråkrati och auktoritära regimer och hans manus uppvisar en svart humor och slutar ofta med en mörk vändning. 
Hans filmer har ett distinkt utseende som ofta kan kännas igen i bara ett kort avsnitt. Den amerikanske filmkritikern Roger Ebert har sagt att "hans värld är alltid hallucinatorisk i sin rikedom på detaljer." 
Gilliam har fått ett rykte om att göra extremt dyra filmer som drabbas av produktionsproblem. Han hade ett långt gräl med Universal Studios om filmen Brazil. Hans nästa film, Baron Münchausens äventyr, kostade omkring 46 miljoner dollar att göra och tjänade endast in omkring 8 miljoner i biljettförsäljning i USA: Ett årtionde senare försökte Gilliam filma The Man Who Killed Don Quixote med en budget på 32,1 miljoner dollar, en av de filmer med enbart europeisk finansiering som haft högst budget någonsin. Under den första veckan av filmningen drabbades huvudrollsinnehavaren Jean Rochefort av diskbråck och hela filmen blev inställd.  Gilliams misslyckade projekt blev ämne för dokumentärfilmen Lost In La Mancha 2002.

### Regissör på 1970-talet
Hans regidebut i en spelfilm kom 1975 när han tillsammans med Terry Jones regisserade Monty Python-filmen Monty Pythons galna värld (Monty Python and the Holy Grail). Innan dess hade han gjort de animerade filmerna Storytime (1968) och The Miracle of Flight (1974). 1977 regisserade han sin första egna film: Stackars Dennis (Jabberwocky), med Monty Python-medlemmen Michael Palin i huvudrollen. 

### Regissör på 1980-talet
På 1980-talet började Gilliam i större utsträckning verka som regissör av egna filmer. 1981 gjorde han komedin Time Bandits, och för den sista Monty Python-filmen Meningen med livet gjorde han själv ”förfilmen” The Crimson Permanent Assurance, en 15 minuter lång kortfilm vars produktionskostnader överskred de för hela huvudfilmen. I den senare gjorde han animationer samt medverkade till manus och spelade roller i några av sketcherna. 
1985 kom Gilliams film Brazil, en svart komedi med starka drag av George Orwells roman 1984 och Franz Kafkas Processen, som etablerade honom som självständig filmskapare oberoende av Monty Python. Hans nästa film, Baron Münchausens äventyr, blev emellertid en flopp. Mitt i produktionen hoppade finansiärer av och filmen måste göras betydligt billigare än vad som ursprungligen planerats.

### Regissör på 1990-talet
Gilliams två nästa filmer blev betydligt mer kommersiellt framgångsrika. 1991 kom Fisher King med Robin Williams och Jeff Bridges och sedan 1995 den framgångsrika filmen De 12 apornas armé med Bruce Willis och Brad Pitt, som båda gjorde sina roller till betydligt lägre gage än deras vanliga nivåer. 
1998 kom sedan Fear and Loathing in Las Vegas, som blev mindre kommersiellt framgångsrik, men har på senare år fått en allt större kultstatus.

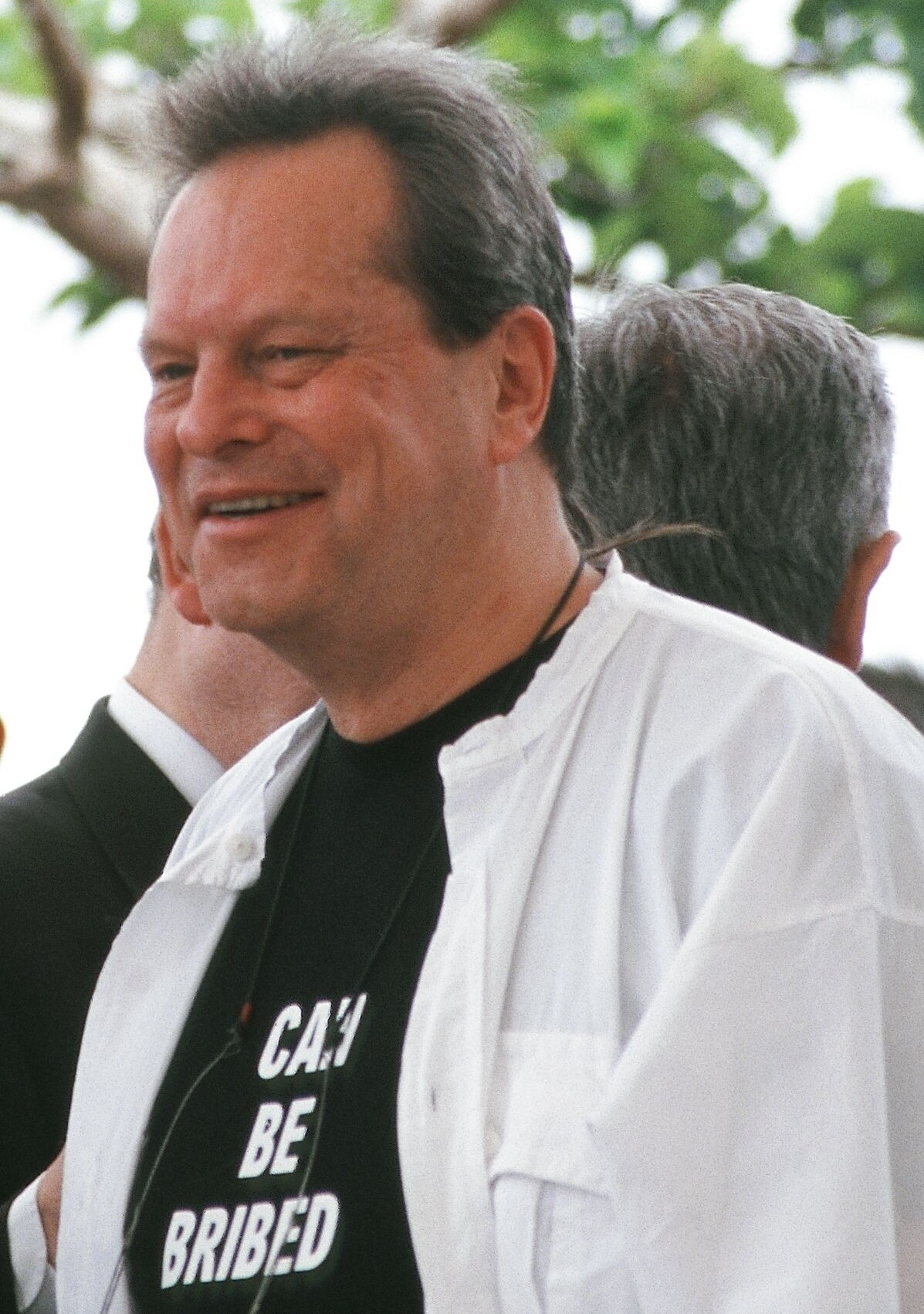
Terry Gilliam vid filmfestivalen i Cannes 2001

### Regissör på 2000-talet
2000 försökte Gilliam slutföra sitt sedan länge planerade projekt The Man Who Killed Don Quijote. Filmprojektet misslyckades dock efter en kombination av problem relaterade till skådespelare, produktion, väder och annat. Strapatserna under filminspelningen presenterades i dokumentärfilmen Lost in La Mancha.
2002 regisserade Gilliam en serie reklamfilmer för TV med titeln The Secret Tournament. Reklamen var en del av Nikes reklamkampanj inför fotbolls-VM och handlar om en hemlig turnering mellan världens bästa fotbollsspelare inuti en stor tanker. Elvis Presley-låten "A Little Less Conversation" ingår också i filmerna. Reklamfilmerna blev mycket populära och uppskattade. 
2005 slutförde Gilliam två filmer: Bröderna Grimm och Tideland. Bröderna Grimm fick dålig kritik, men en stor publik för att vara en Gilliam-film.

## Vance
I flera av Monty Pythons sketcher finns namnet Vance med. Det syftar på Terry Gilliams andra förnamn.

## Utmärkelser
Asteroiden 9619 Terrygilliam är uppkallad efter honom.

## Filmografi
| År        | Film                                      | Regi | Manus | Roll |
| --------- | ----------------------------------------- | ---- | ----- | ---- |
| 1968      | Storytime                                 | x    | -     | -    |
| 1969-1974 | Monty Pythons flygande cirkus (TV-serie)  | -    | x     | x    |
| 1971      | Livet é python                            | x    | x     | x    |
| 1974      | Monty Pythons galna värld                 | x    | x     | x    |
| 1974      | The Miracle of Flight                     | x    | -     | -    |
| 1977      | Stackars Dennis                           | x    | x     | x    |
| 1979      | Ett herrans liv                           | -    | x     | x    |
| 1981      | Time Bandits                              | x    | x     | -    |
| 1983      | Karmosins Försäkringar AB                 | x    | x     | -    |
| 1983      | Meningen med livet                        | -    | x     | x    |
| 1985      | Brazil                                    | x    | -     | -    |
| 1985      | Spioner är vi allihopa                    | -    | -     | x    |
| 1989      | Baron Münchausens äventyr                 | x    | x     | -    |
| 1991      | Fisher King                               | x    | -     | -    |
| 1995      | De 12 apornas armé                        | x    | -     | -    |
| 1998      | Fear and Loathing in Las Vegas            | x    | x     | -    |
| 2002      | Lost in La Mancha                         | -    | -     | x    |
| 2005      | Bröderna Grimm                            | x    | -     | -    |
| 2005      | Tideland                                  | x    | x     | -    |
| 2009      | The Imaginarium of Doctor Parnassus       | x    | x     | -    |
| 2010      | Not the Messiah (He's a Very Naughty Boy) | -    | -     | x    |
| 2013      | The Zero Theorem                          | x    | -     | -    |
| 2013      | Neuf mois ferme                           | -    | -     | x    |
| 2014      | Jupiter Ascending                         | -    | -     | x    |
| 2015      | Absolutely Anything                       | -    | -     | x    |